# Sahnewal
Sahnewal es una ciudad de la India en el distrito de Ludhiana, ubicado en el estado de Punyab.

## Geografía
Se encuentra a una altitud de 260 m s. n. m. a 84 km de la capital estatal, Chandigarh, en la zona horaria UTC +5:30.

## Demografía
Según estimación 2010 contaba con una población de 19 635 habitantes.